# 伍城郡
伍城郡，又作五城郡、武城郡、仵城郡，中国南北朝时设置的郡。另见武城郡、仵城郡。

## 历史
- 北魏正平二年（452年）置伍城郡，治所在京军县（后改五城县，今山西吉县东北30公里县底村）。太和十二年（488年）属汾州，辖境相当今山西省蒲县及吉县东北部、乡宁县南部。孝昌年间陷落，隋文帝开皇元年（581年）改定阳郡置伍城郡，属南汾州。治所在定阳县（今山西吉县）。开皇三年（583年）废。
- 北魏永安年间侨置五城郡，属司州。寄治西河（今山西省临汾市北）。领三县：北枣、南枣、永安，411户，1618口。东魏兴和二年（540年）置北五城郡，属晋州，治今山西省临汾市境内。辖境相当今山西省汾阳、介休、灵石等市县地。领三县：平昌、石城、北平昌，212户、864口。北周时废入临汾郡临汾县。
- 东魏兴和二年（540年）改汲郡置五城郡，属北豫州。武定五年（547年）属义州，徙治汲郡陈城（今卫辉市），北齐合并五城、泰宁等七郡改为伍城郡，治所在伍城县（今河南卫辉市），北周废伍城郡。
- 南朝梁置五城郡，属新州。治所在伍城县（今四川中江县东南二里）。辖境相当今四川中江县地。北周改为玄武郡。
- 东魏另有侨置西五城郡，参见南汾州。